# 楊嫻
楊 嫻（よう かん／ヤン シェン、簡体字中国語: 杨娴、拼音: Yáng Xián、1967年4月 - ）は、中華人民共和国の外交官で、現職の在名古屋中華人民共和国総領事。山東省青島市出身。

## 生涯
楊嫻は外交部弁公庁参事官兼外交部扶貧工作領導小組弁公室主任及び外交部駐香港特派員公署参事官兼弁公室主任を歴任。
国外では、在エジプト大使館および在サウジアラビア王国大使館における勤務経験がある。
2022年9月、在名古屋中華人民共和国総領事に就任。